# Ніколаєвське (Шабалінський район)
Нікола́євське (рос. Николаевское) — село у складі Шабалінського району Кіровської області, Росія. Входить до складу Гостовського сільського поселення.
Населення становить 94 особи (2010, 130 у 2002).
Національний склад станом на 2002 рік — росіяни 98 %.